# Dodka
Dodka (Dorka) fou un petit estat tributari protegit a l'agència de Rewa Kantha, presidència de Bombai un dels tres del grup anomenat els Mehwasis, situat a la riba del riu Mahi.
El Mehwasi estava format per tres estats, regits per tres caps separats amb el títol de patel. Aquestos estats eren Dodka o Dorka, Raeka o Raika i Anghar o Anghad. Dodka era el més petit doncs la seva superfície era de 6 km² i només tenia un poble. Els ingressos s'estimaven em 250 lliures de les quals 110 eren pagades com a tribut al Gaikwar de Baroda. La població del Mehwasi el 1881 era de 4.576 habitants i la de Dorka de 911.